# Bosco la Difesa
Bosco la Difesa este o arie protejată (arie specială de conservare — SAC, sit de importanță comunitară — SCI) din Italia întinsă pe o suprafață de 458 ha, integral pe uscat.

## Localizare
Centrul sitului Bosco la Difesa este situat la coordonatele 41°35′02″N 14°34′42″E / 41.583889°N 14.578333°E.

## Înființare
Situl Bosco la Difesa a fost declarat sit de importanță comunitară în septembrie 1995 pentru a proteja 16 specii de animale. Situl a fost protejat și ca arie specială de conservare în martie 2017.

## Biodiversitate
Situată în ecoregiunea mediteraneană, aria protejată conține 4 habitate naturale: Păduri panonice-balcanice de stejar turcesc - stejar sesil, Pajiști carstice calcaroase sau bazofile, de Alysso-Sedion albi, Păduri de stejar alb estice, Pajiști uscate seminaturale și facies de acoperire cu tufișuri pe substraturi calcaroase (Festuco-Brometalia) (* situri importante pentru orhidee).
La baza desemnării sitului se află mai multe specii protejate:
- păsări (13): șorecarul comun (Buteo buteo), caprimulg (Caprimulgus europaeus), erete vânăt (Circus cyaneus), presură de grădină (Emberiza hortulana), Falco biarmicus, șoim călător (Falco peregrinus), vânturel roșu (Falco tinnunculus), sfrâncioc roșiatic (Lanius collurio), ciocârlie de pădure (Lullula arborea), gaia roșie (Milvus milvus), viespar (Pernis apivorus), huhurez mic (Strix aluco), silvie de câmp (Sylvia communis)
- mamifere (1): liliac cârn (Barbastella barbastellus)
- nevertebrate (2): fluturele de noapte (Eriogaster catax), Euplagia quadripunctaria

Pe lângă speciile protejate, pe teritoriul sitului au mai fost identificate 10 specii de plante.